# Roy Norman
Roy Norman, född 11 september 1896, död 3 mars 1980, var en friidrottare från Australien. Han deltog vid olympiska sommarspelen 1924.